# Hanns Leiner
Hanns Leiner (Johannes Friedrich Leiner, * 12. Juni 1930 in München; † 20. Dezember 2014 in  Augsburg) war ein deutscher evangelisch-lutherischer Theologe und Autor.

## Leben
Hanns Leiner studierte Evangelische Theologie und Philosophie in Neuendettelsau, Erlangen, Heidelberg und am Lutheran Theological Seminary at Gettysburg. Er war von 1956 bis 1959 Assistent an der Augustana-Hochschule Neuendettelsau und danach bis 1965 evangelischer Pfarrer an der Johanneskirche in Taufkirchen (Vils). Von 1965 bis 1995 unterrichtete er evangelische Religion am Holbein-Gymnasium in Augsburg.
Er war Vorsitzender des Theologischen Ausschusses der bayerischen Gesellschaft für Innere und Äußere Mission im Sinne der lutherischen Kirche und in der Arbeitsgemeinschaft Christlicher Kirchen in Deutschland (ACK) aktiv. Schon während seiner Berufszeit veröffentlichte er viele Fach- und Presseartikel. Im Ruhestand verstärkte er seine Publikationstätigkeit unter anderem im Magazin Idea-Spektrum, in dem Informationsbrief der Bekenntnisbewegung 'Kein anderes Evangelium' und dem Magazin CA Confessio Augustana der Gesellschaft für innere und äußere Mission im Sinne der lutherischen Kirche e. V.
In seinen Büchern setzte er sich mit aktuellen theologischen Fragestellungen aus pointiert evangelisch-lutherischer Sicht auseinander. So nahm er 1999 ablehnend Stellung zur Gemeinsamen Erklärung zur Rechtfertigungslehre und schrieb im Darwinjahr 2009 positiv über die Vereinbarkeit von Darwinismus und christlichem Glauben. In seinem Hauptwerk „Luthers Theologie für Nichttheologen“ versuchte er, Martin Luthers Denken und Wirken einer breiten Leserschaft verständlich zu machen.
Hanns Leiner lebte und arbeitete in Augsburg, war verheiratet und hatte vier Kinder. In ihrem Nachruf schreibt die Augsburger Allgemeine Zeitung: Schonungslos kritisierte er Fehlentwicklungen einer „Wohlfühl- und Glücks-Kirche“, doch nie gehässig oder polemisch, sondern mit dem Herzen eines Liebenden.

## Schriften
- Ja zum Leben: Der Kampf um den Paragraphen 218 und eine christlich verantwortbare Regelung der Abtreibung, Freimund Verlag, 1992, ISBN 978-3-86540-159-5.
- Allein durch den Glauben: Kein Konsens in der Rechtfertigung, Freimund Verlag, Neuendettelsau, 1998, ISBN 978-3-86540-201-1.
- Luthers Theologie für Nichttheologen, VTR, 2007, ISBN 978-3-937965666.
- Der verborgene Schöpfer: Christlicher Glaube und Evolution, Freimund-Verlag, 2009, ISBN 978-3-86540-071-0.
- Gibt es einen neuen Kirchenkampf?: Das Ringen um die wahre Kirche, VTR, 2014, ISBN 978-3-941750777.
- Natur = Schöpfung? Theologische Annäherungen und Fragen, Herausg. Erhard Ratz, ISBN 3-583-51006-2.